# إيفا ماتيس
ايفا ماتيس (بالألمانية: Eva Mattes) (و. 1954 – م) هي ممثلة، وممثلة مسرحية، وممثلة أفلام من ألمانيا . ولدت في تغرنزي.

## جوائز
حصلت على جوائز منها:
- Bavarian Film Awards [الإنجليزية]‏ (1981)
- صليب وسام الاستحقاق من جمهورية ألمانيا الاتحادية.

## روابط خارجية
- إيفا ماتيس على موقع IMDb (الإنجليزية)
- إيفا ماتيس على موقع مونزينجر (الألمانية)
- إيفا ماتيس على موقع ألو سيني (الفرنسية)
- إيفا ماتيس على موقع ميوزك برينز (الإنجليزية)
- إيفا ماتيس على موقع أول موفي (الإنجليزية)
- إيفا ماتيس على موقع قاعدة بيانات الأفلام السويدية (السويدية)
- إيفا ماتيس على موقع ديسكوغز (الإنجليزية)
- إيفا ماتيس على موقع قاعدة بيانات الفيلم (الإنجليزية)
- إيفا ماتيس على موقع كينوبويسك (الروسية)